# 南市東遺跡
座標: 北緯35度29分14秒 東経136度02分11秒 / 北緯35.48722度 東経136.03639度
南市東遺跡（みなみいちひがしいせき）は、滋賀県高島市安曇川町末広に位置する遺跡である。弥生時代から中世にかけての複合遺跡で、弥生時代後期と古墳時代中期の集落跡が中心となる。

## 概要
調査は、1976年（昭和51年）の大型ショッピングセンター建設に伴う第1次発掘調査に始まり、これまで2016年（平成28年）の33次にわたり調査が実施されてきた。
これまでの調査では、弥生時代中期中頃から後期末にかけての竪穴建物群（14軒以上）や方形周溝墓群（13基以上）が検出され、安曇川右岸の拠点的集落として評価されている。
その後、弥生時代末には廃絶するが、古墳時代中期後半（5世紀代）には 再び集落が営まれる。また、初期須恵器、韓式系軟質土器など朝鮮半島との交流を示す土器等も出土していることから、渡来人の影響を受けた集落と考えられている。
なお、隣接する下五反田遺跡でも同様の集落構成を成しており、これらの背景には継体天皇擁立に尽力したとされる「三尾君氏」の存在や、周辺にその存在が予想される彦主人王の「三尾の別業」との関連が想定されている。

## 周辺の遺跡
- 鴨稲荷山古墳 - 6世紀前半の首長墓（前方後円墳）。畿内特有の家形石棺、朝鮮半島の影響を強く受けた豪華副葬品を有する。
- 平ヶ崎王塚古墳 - 田中王塚古墳と墳丘規模・墳形・築造方法等に共通性が認められる。
- 田中王塚古墳 （高島市安曇川町田中） - 安曇陵墓参考地。5世紀後半の首長墓で、彦主人王の墓と推定される。
- 熊野本遺跡 - 古代高島の弥生時代から古墳時代にかけての首長墓系譜を考える上で重要な古墳群。
- 北牧野古墳群 - 高島市最大の群集墳。製鉄遺跡との関連性が注目される。
- 北牧野製鉄遺跡 - 古代の製鉄遺跡群。北牧野古墳群との関連性が指摘される。
- 上御殿遺跡 - 縄文時代から室町時代の遺跡。日本国内初の双環柄頭短剣（中国内モンゴルに分布するオルドス式銅剣に似ている）の鋳型が出土した。
- 東谷遺跡 - 古墳時代後期から製鉄が行われていた可能性がある遺跡。
- 下五反田遺跡 - 3世紀から11世紀にかけての遺跡だが、中心を成すのは5世紀中葉の遺跡である。出土品から渡来人との交流が見られる。
- 日置前遺跡 - 縄文時代から鎌倉時代までの複合遺跡。高島郡の郡衙跡と思われる遺跡が見つかっている。